# Batalion Silnikowy

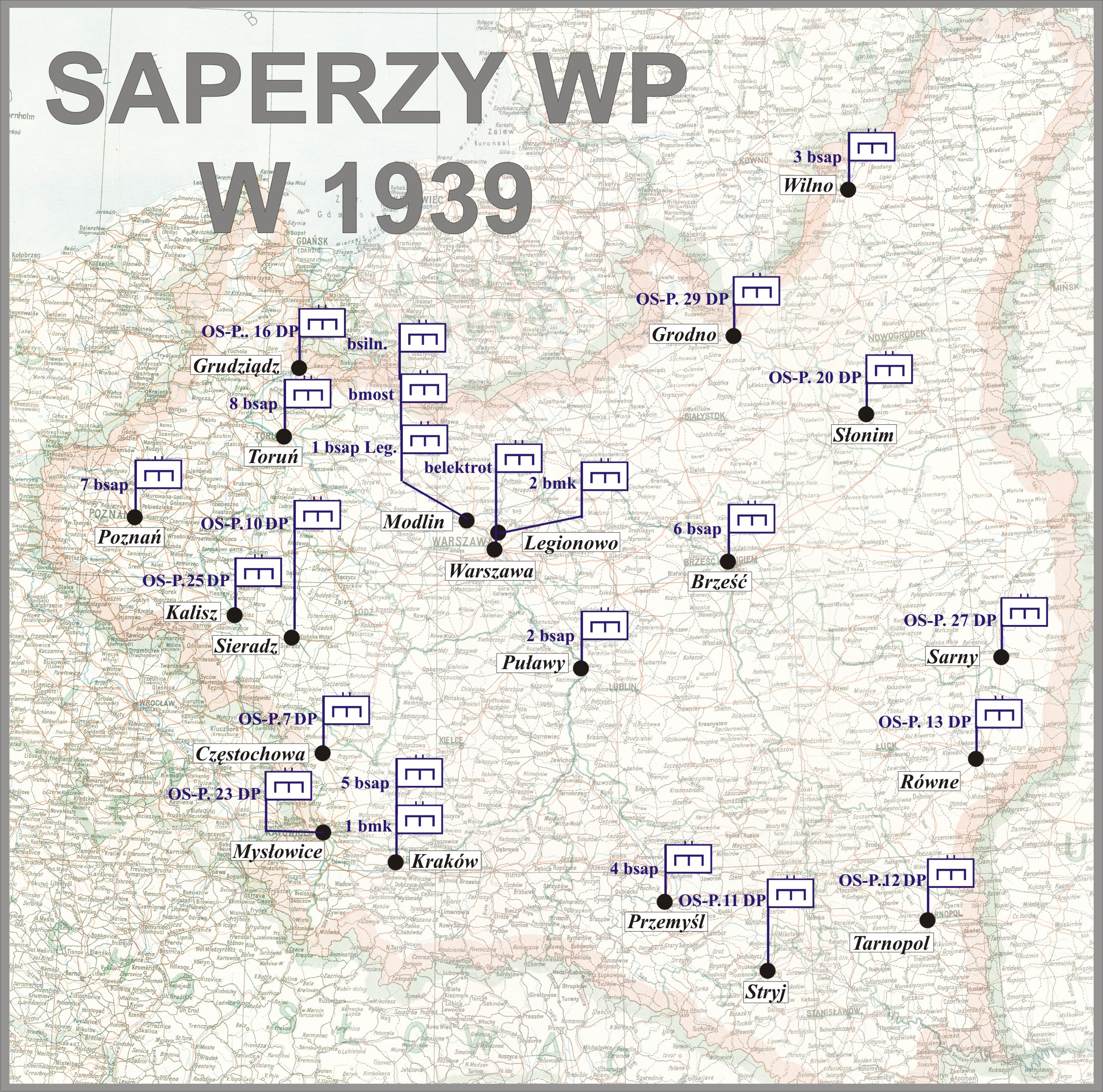
Jednostki saperskie WP w 1939

Batalion Silnikowy – oddział saperów Wojska Polskiego w II Rzeczypospolitej.

## Formowanie i zmiany organizacyjne
Batalion został sformowany w styczniu 1930, w Nowym Dworze Mazowieckim. Podlegał Dowództwu (Szefostwu) Saperów Ministerstwa Spraw Wojskowych.
Podstawą utworzenia w Wojsku Polskim oddziałów silnikowych, zwanych wtedy motorowymi, był sprzęt pochodzący z byłej armii austro-węgierskiej. Na początku 1919, w Krakowie, została sformowana kompania motorowa wojsk kolejowych nr 1 pod dowództwem porucznika inżynier Stanisława Langnera. Zadaniem tej kompanii była budowa i eksploatacja kolejek polowych. W marcu 1919 pododdział został przydzielony do I Batalionu Wojsk Kolejowych. W sierpniu 1919 ukończono tworzenie kompanii motorowej nr 2 pod dowództwem kapitana Władysława Łuczyńskiego, która została wcielona do II Batalionu Wojsk Kolejowych. Podczas walk o Niepodległość obie kompanie motorowe nie odegrały istotnej roli. Wiadomo, że działały one przede wszystkim na Podolu i Wołyniu.
Od 1928 był on rozbudowywany i ostatecznie 10 stycznia 1930 utworzono batalion silnikowy z miejscem postoju w Modlinie. Baon wchodził w skład 1 Brygady Saperów. W marcu 1934 baon został podporządkowany dowódcy 3 Brygady Saperów.
7 grudnia 1931 Minister Spraw Wojskowych ustalił datę święta baonu na dzień 10 lutego.
Z dniem 1 maja 1939 w skład batalionu włączona została kompania hydrotechniczna pod dowództwem kpt. Aleksandra Gawina, która dotychczas była pododdziałem batalionu elektrotechnicznego.

## Mobilizacja i rozformowanie baonu w 1939

### Mobilizacja
We wrześniu 1939, w mobilizacji powszechnej, batalion silnikowy dowodzony przez ppłk. Stanisława Olczaka wystawił:
- osiem plutonów eksploatacyjnych silnikowych 60 cm o numerach: 11-18 dla Odwodu NW,
- cztery pociągi elektrogeneratorowe normalnotorowe o numerach: 12, 19, 23, 24, w tym dwa dla Armii „Pomorze” (nr 12 i 19)

Ponadto, w składzie załogi Wojskowej Składnicy Tranzytowej na Westerplatte pozostawał pociąg elektrogeneratorowy normalnotorowy nr 27.
Mobilizacja plutonów eksploatacyjnych silnikowych 60 cm (wąskotorowych) odbywała się w ramach I rzutu mobilizacji powszechnej w terminach od 3 do 6 dnia mobilizacji. Natomiast mobilizacja pociągów elektrogeneratorowych normalnotorowych odbywała się w II rzucie mobilizacji powszechnej w terminach od X+3 do X+9.
Mobilizowane plutony eksploatacyjne silnikowe wąskotorowe etatowo obsługiwały odcinek 15-20 km i 4 stacjach. Na stanie miał 3 pociągi składające się każdy z elektrowagonu i 5 wózków silnikowych, był w stanie na odcinku 20 km przewieźć 90-130 t zaopatrzenia z prędkością 7-9 km/h. Pluton taki składał się z:
- dowódcy, ordynansa i kreślarza
- oddziału trakcji i ruchu
  - drużyna trakcji przy obsłudze na dwie zmiany liczyła 40 kierowców wózków silnikowych + 8 zapasowych,
  - drużyna ruchu i telefoniczna składała się z 2 zawiadowców, 8 dyżurnych ruchu, 12 zwrotniczych i 4 osobowy patrol telefoniczny, łącznie 26 żołnierzy,
- drużyna drogowa liczyła 1 dozorcę drogowego i 12 torowych,
- warsztat z 4 monterami,
- drużyna gospodarcza z 11 żołnierzami.

Pluton liczył 2 oficerów, 113 szeregowych, wyposażony był w 20 wózków silnikowych, 16 kbk, 73 pistolety, 24 sztylety (bagnety), 4 skrzynie do gotowania.
Pociągi elektrogeneratorowe normalnotorowe, służyły do transportu i ewakuacji i przewozu zaopatrzenia. Pracować miał na odciętych przez przeszkody odcinkach kolejowych, jednorazowo przewoził 70 t zaopatrzenia z prędkością 25 km/h. Składał się z elektrowagonu, 4 wagonów silnikowych dodatkowo można było uzupełnić skład 2 wagonami 15 t. Pociąg składał się z oficera-dowódcy, ordynansa, podoficerów; broni, technicznego i gospodarczego, 2 kierowników, 2 pomocników, 2 elektromonterów, 2 kierowców i 2 hamulcowych. Łącznie 15 żołnierzy na dwie zmiany.

## Działania bojowe pododdziałów zmobilizowanych przez batalion silnikowy
Po zarządzeniu mobilizacji alarmowej siłami stanu pokojowego batalionu wykonano szereg zadań transportowych na rzecz innych jednostek saperskich garnizonu Modlin. Na przykład w dniu 28 sierpnia przewożono drewno do budowy umocnień twierdzy z lasów nadleśnictwa Pomiechówek.
11 i 12 plutony eksploatacyjne silnikowe wąskotorowe
Z chwilą ogłoszenia mobilizacji powszechnej od 31 sierpnia 1939 w ramach jej I rzutu jako pierwsze sformowano 11 i 12 plutony eksploatacyjne silnikowe wąskotorowe. 11 pluton posiadał 20 sztuk wozów silnikowych trzytonowych, a 12 pluton 12 wozów pięciotonowych silnikami Polski Fiat 122B. Oficerowie i podoficerowie otrzymali pistolety w ilości ok. 60 sztuk, a szeregowi 27-29 kbk, reszta bagnety i sztylety. Sprzęt silnikowy, pomiarowy i budowlany został pobrany zgodnie z wykazami należności. 1 września oba plutony osiągnęły gotowość do działań. Dowódcą 11 plutonu został por. Marian Wenge, a 12 plutonu por. Henryk Alojzy Sosnowski. W godzinach południowych plutony udały się do Szczypiorna koło Modlina. W nocy z 1/2 września dowództwo 11 plutonu objął por. Edward Rudomin. 2 września plutony karczowały la w rejonie Szczypiorna, a pozyskane drewno przetransportowano do północnej części twierdzy. 3 września 11 i 12 plutony pod dowództwem por. Rudomina przydzielono do Kwatery Głównej Naczelnego Wodza i rozkazem ze stanowiska NW miały odjechać do rejonu Lublina. Z uwagi na brak transportu kolejowego w Modlinie, plutony przegrupowano celem zawagonowania do Palmir. Nocą 3/4 września i 4 września do południa 11, 12, oraz sukcesywnie formowane plutony 13, 14, 15 i 16 pracowały przy budowie kolejki wąskotorowej z twierdzy modlińskiej do Kazunia. Po wybudowaniu torów połączono się z siecią międzyfortową linii wąskotorowej, którą można było dojechać do składnicy w Palmirach. 11 pluton po południu 4 września wybudował odcinek wąskotorowy do linii normalnotorowej prowadzący do składów i magazynów w Palmirach. 5 września 11 i 12 plutony wybudowały prowizoryczne rampy i załadowały swój sprzęt na transport normalnotorowy. Rano 6 września po perturbacjach z lokomotywą transport z 11 i 12 plutonami wyruszył w kierunku Warszawy. W pobliżu Bielan żołnierze plutonów musieli naprawić nasyp i tor kolejowy wysadzony przez polskich saperów przez dezinformację dywersantów. 6 września wieczorem eszelon z saperami silnikowymi dotarł do dworca Warszawa-Gdańska. 7 września rano stację Warszawa-Targówek, a następnie na wysokości stacji Warszawa-Wschodnia Rozrządowa transport z plutonami 11 i 12 został silnie zaatakowany przez lotnictwo niemieckie, w wyniku czego bomby trafiły i zniszczyły trzy wagony z żołnierzami, zginęło co najmniej 39 żołnierzy, 20 zaginęło i do 60 zostało rannych. Wieczorem zakończono porządkować transport, dokonano reorganizacji z powodu strat, utworzono jeden pluton pod dowództwem por. Rudomina. Transport skierowano w kierunku Brześcia nad Bugiem, 8 września w momencie dojazdu do stacji Dębe Wielkie transport ponownie zaatakowało niemieckie lotnictwo zginęło 2 saperów, a kilku zostało rannych, uszkodzono jedną z lokomotyw. Nocą 8/9 września osiągnięto Mińsk Mazowiecki. 9 i 10 września jazdę kontynuowano tylko nocą, w dzień chroniąc się pobliskich lasach, naprawiano linię kolejową wspierając jadącą z przodu 25 kompanię mostów kolejowych. Nocą 11/12 września z uwagi na zatłoczenie torów pluton zbiorczy w transporcie utknął w rejonie miejscowości Broszków, następnie pomaszerował marszem pieszym w kierunku Siedlec, po drodze pluton podzielił się na grupy pod dowództwem oficerów i podoficerów. Część plutonu zbiorczego (11 i 12 pluton) zdezerterowała lub dostała się do niewoli niemieckiej. Część pomaszerowała w kierunku wschodnim i dostała się do niewoli sowieckiej. 13 września transport kolejowy ze sprzętem i niewielką grupą saperów został opanowany przez wojska niemieckie.
Pozostałe plutony eksploatacyjne silnikowe i pociągi elektrogeneratorowe
Mobilizowane od 31 sierpnia 1939 plutony eksploatacyjne silnikowe wąskotorowe nr 13, 14, 15, 16, 17 i 18 oraz co najmniej dwa pociągi elektrowagonowe normalnotorowe zostały zmobilizowane w ramach I i II rzutu mobilizacji powszechnej. Po zmobilizowaniu zostały sukcesywnie kierowane do rejonu Szczypiorna koło Modlina. Od 3 września zmobilizowane już plutony na rozkaz kwatermistrza DOK nr I rozbudowały i uruchomiły linię kolejki wąskotorowej ze składnicy amunicji w Palmirach do Modlina, celem dowozu amunicji. Do 5 września pododdziały silnikowe saperów dotarły do Palmir, tam prawdopodobnie rozkazem dowódcy batalionu pozostawiły sprzęt silnikowy, gdyż do transportu pododdziałów silnikowych do dyspozycji Szefa Komunikacji Wojskowej NW zabrakło taboru kolejowego. Z uwagi na nikłą ilość materiału dokumentacyjnego należy domniemać, że ze sprzętem pozostały w Palmirach plutony eksploatacyjne silnikowe wąskotorowe nr 13-18. Przed połową września plutony z Palmir przybyły do Warszawy. Rozkazem dowódcy saperów obrony Warszawy płk. Langnera włączone zostały do Zgrupowania Saperów Armii "Warszawa". Plutony nr 13 i 14 weszły w skład odtwarzanej 111 rezerwowej kompanii saperów, plutony 15 i 16 uzupełniły 113 rezerwową kompanię saperów, a plutony 17 i 18 weszły w skład 138 rezerwowej kompanii saperów. W składzie ww. kompanii plutony uczestniczyły w pracach i działaniach bojowych aż do kapitulacji stolicy.
Z relacji por. sap. Wacława Komorowskiego wynika, że był on dowódcą „samodzielnej kompanii silnikowej w dyspozycji Naczelnego Wodza (Szefostwo Komunikacji NW)”. 13 września 1939 został z kompanią przydzielony do grupy saperów kpt. Teodora Engla. Po kapitulacji załogi stolicy por. Komorowski dostał się do niemieckiej niewoli. Dowódcą drugiej kompanii był por. Henryk Zygmunt Szymański. Po rozpoczęciu działań wojennych wymieniony oficer „otrzymał rozkaz stawienia się z plutonami eksploatacyjnymi do dyspozycji szefa Komunikacji Naczelnego Dowództwa do Lublina”. „Z uwagi na coraz gorszą sytuację komunikacyjną” por. Szymański podjął marsz pieszy w kierunku Lublina. Przed Mińskiem Mazowiecki por. Szymański zmienił cel i kierunek marszu, i 12 września przybył do Warszawy.
Z relacji ppor. Jerzego Kantora wynika, że dowodzony przez niego plutonu eksploatacyjny silnikowy nr 15 przeznaczony był do Odwodu Naczelnego Wodza w Lublinie. Na podstawie rozkazu ppłk. Stanisława Olczaka razem z innymi plutonami eksploatacyjnymi udał się do w filii Głównej Składnicy Uzbrojenia nr 1 w Palmirach. Tam 7 i 8 września wskutek interwencji płk. dypl. Jana Hyca saperzy zostali skierowani do pomocy przy ładowaniu amunicji oraz gaszenia pożaru lasu. Brak możliwości przejazdu transportem kolejowym przez Warszawę do Lublina zmusił pododdziały saperów silnikowych do powrotu do Modlina, lecz nie zostali przyjęci do załogi twierdzy z uwagi na specjalne wyszkolenie i słabe uzbrojenie („przeciętnie na 120 ludzi 40 karabinów + 30 pistoletów + bagnety”). Następnie ppor. Kantor rozpoczął ze swoim plutonem marsz pieszy do Lublina przez Nowy Dwór Mazowiecki (9 września), Jabłonnę (10 września) i Rembertów (11 września). 13 września ppor. Kantor oddał się do dyspozycji Dowództwa Obrony Warszawy i został przydzielony do grupy saperów kpt. Teodora Engla. Po kapitulacji załogi stolicy ppor. Kantor dostał się do niemieckiej niewoli.
Dowódcy plutonów eksploatacyjno-silnikowych
- 11 - por. Edward Rudomin,
- 12 - por. Henryk Alojzy Sosnowski,
- 13 - por. Henryk Zygmunt Szymański,
- 14 - por. Stanisław Omański[11],
- 15 - ppor. Jerzy Kantor[10].

Dowódcą jednego z trzech plutonów (nr 16–18) był por. Stanisław Alojzy Walenta. Wymieniony oficer został zamordowany wiosną 1940 i pogrzebany w Bykowni.
Dwa pociągi elektrowagonowe normalnotorowe nr 12 i 19 wykonywały zadania na rzecz Armii "Modlin", a następnie dla załogi twierdzy w Modlinie.
Pozostałe pododdziały batalionu silnikowego i OZN
Pozostałe pododdziały batalionu silnikowego: tj. zapasowy pluton silnikowy, załogi 2 pociągów elektrogeneratorowych normalnotorowych oraz Oddział Zbierania Nadwyżek weszły w skład Ośrodka Zapasowego Saperów typ specjalnych nr 1. 5 września 1939 między innymi z saperów silnikowych został sformowany batalion saperów w sile 700 żołnierzy, słabo uzbrojonych w pistolety i niewielką liczbę kbk oraz bagnety i sztylety. Ppłk Olczak objął stanowisko zastępcy dowódcy OZSMK nr 2 i wraz z jego dowództwem ewakuował się na wschód, 24 września w rejonie Bełżca ppłk Olczak dostał się do niewoli sowieckiej. Sformowany batalion saperów pomaszerował w kierunku wschodnim poprzez Legionowo, Jabłonnę, Strugę, Rembertów, Sulejówek, Mińsk Maz. Kałuszyn, Siedlce, Międzyrzec Podlaski do Brześcia n/Bugiem. W trakcie marszu pieszego batalion był kilkakrotnie atakowany przez lotnictwo niemieckie ponosząc straty osobowe. Następnie batalion saperski pomaszerował przez Kowel do Sarn. W rejonie miejscowości Antonówka koło Sarn batalion stacjonował w dniu 17 września 1939. Na wieść o agresji sowieckiej dowództwo batalionu dało wolną rękę szeregowym co do dalszego działania, a kadra oficerska udała się na południe zarekwirowanymi samochodami. Dalsze losy żołnierzy batalionu nie są znane. Część na pewno trafiła w ręce Armii Czerwonej i oficerowie zostali zamordowani w zbrodni katyńskiej. Grupa saperów silnikowych licząca ok. 100 żołnierzy pod dowództwem ppor. rez. inż. Tadeusza Zdziarskiego z niewielką ilością amunicji i kilkunastoma kbk i pistoletami szybkim marszem pomaszerował w kierunku Bugu na zachód. Toczyła potyczki z dywersantami ukraińskimi. We wsi Mokrzec po 20 września grupa stoczyła walkę z dużą grupą dywersyjną, poległ ppor. rez. Zdziarski, a żołnierze po wyczerpaniu amunicji dostali się do niewoli, większość została przekazana nadchodzącym wojskom sowieckim, nieliczni zbiegli za Bug.
Od 24 lutego 2004 tradycje batalion silnikowego kontynuuje 5 Ośrodek Przechowywania Sprzętu im. ppłk. Adama Szugajewa w Nowym Dworze Mazowieckim.

## Żołnierze batalionu silnikowego
Dowódcy batalionu
- płk Mikołaj Jasiński (od 10 II 1930)
- ppłk Stanisław Olczak (10 IX 1938 - IX 1939, † 1940 Katyń)

Oficerowie
- kpt. Aleksander Gawina (†1940 Charków)
- por. rez. Zbigniew Wasiutyński
- ppor. rez. Flawiusz Jan Stempliński (†1940 Charków)

| Organizacja pokojowa i obsada personalna batalionu w marcu 1939 | Organizacja pokojowa i obsada personalna batalionu w marcu 1939 | Organizacja pokojowa i obsada personalna batalionu w marcu 1939 |
| Stanowisko etatowe                                              | Stopień, imię i nazwisko                                        | Przydział we wrześniu 1939                                      |
| --------------------------------------------------------------- | --------------------------------------------------------------- | --------------------------------------------------------------- |
| dowódca batalionu                                               | ppłk sap. Stanisław Olczak                                      | zastępca dowódcy OZSap. typ spec. nr 1                          |
| I zastępca dowódcy batalionu                                    | mjr sap. inż. Bolesław Kapitaniak                               | od 1 V 1939 kierownik Robót Nr 8 w Jastarni                     |
| adiutant                                                        | por. sap. Tadeusz Tąkiel                                        |                                                                 |
| oficer sztabowy ds. wyszkolenia                                 | wakat                                                           |                                                                 |
| oficer poligonowy                                               | por. rez. pdsc. Zygmunt Grabowski                               |                                                                 |
| lekarz medycyny                                                 | por. lek. Edward Bujalski                                       | niemiecka niewola                                               |
| II zastępca dowódcy (kwatermistrz)                              | kpt. sap. August Bronisław Urbańczyk                            | dowódca grupy wojsk kolejowych nr 14                            |
| oficer mobilizacyjny                                            | por. sap. Seweryn Roman Jasiński                                | †1940 ULK                                                       |
| zastęca oficera mobilizacyjnego                                 | por. Czesław Witak                                              | niemiecka niewola                                               |
| oficer administracyjno-materiałowy                              | por. Marian Bolesław Józafat Kosieradzki                        |                                                                 |
| oficer gospodarczy                                              | por. int. Marian Mikołaj Kotulski                               |                                                                 |
| dowódca kompanii gospodarczej                                   | por. Henryk Alojzy Sosnowski                                    | dowódca pl. eksploatac. siln. nr 12                             |
| oficer żywnościowy                                              | chor. Stanisław Panek                                           |                                                                 |
| komendant parku                                                 | kpt. Franciszek Gołaj                                           | dowódca grupy wojsk kolejowych nr 12                            |
| zastępca komendanta parku                                       | wakat                                                           |                                                                 |
| dowódca kompanii szkolnej                                       | kpt. sap. Edmund Wahren                                         | dowódca baonu saperów typ II b nr 53                            |
| instruktor                                                      | ppor. sap. Eugeniusz Jurewicz                                   |                                                                 |
| instruktor                                                      | ppor. sap. Jerzy Kantor                                         | dowódca pl. eksploatac. siln. nr 15                             |
| dowódca 1 kompanii silnikowej                                   | por. sap. Wacław Komorowski                                     | dowódca „samodz. kompanii silnikowej”                           |
| instruktor                                                      | ppor. Marian Wenge                                              | dowódca pl. eksploatac. siln. nr 11, †1940 Katyń                |
| instruktor                                                      | ppor. rez. pdsc. Stefan Maskiewicz                              | †1940 ULK                                                       |
| dowódca 2 kompanii silnikowej                                   | por. Edward Rudomin                                             | dowódca pl. eksploatac. siln. nr 11                             |
| Oddelegowani na kurs                                            | por. Henryk Zygmunt Szymański                                   | dowódca kompanii                                                |
| Oddelegowani na kurs                                            | kpt. Stanislaw Śliwowski                                        | †1940 Charków                                                   |
| Oddelegowani na kurs                                            | por. sap. Stanisław Omański                                     | dowódca pl. eksploatac. siln. nr 14                             |
| Oddelegowani na kurs                                            | por. sap. Stanislaw Alojzy Walenta                              | †1940 ULK                                                       |

## Odznaka pamiątkowa
7 grudnia 1931 Minister Spraw Wojskowych zatwierdził wzór i regulamin odznaki pamiątkowej Batalionu Silnikowego. Odznaka o wymiarach 35 x 45 mm ma kształt srebrnego wieńca, na którym umieszczono: u dołu - skrzydełko kolejowe, u góry - trzy cylindry silnika, które razem podtrzymują centralnie osadzony medalion w kolorach saperów, tj. czarno-czerwonych. Na czerwonym tle widnieje orzeł rządowy, na czarnej obwódce widnieje napis "BATALION SILNIKOWY". Po raz pierwszy odznaki wręczono z okazji święta batalionu 9 lutego 1932.